# Blingee
Blingee (fondată 2006) este un website care conține GIF-uri, care permite utilizatorilor să creeze imagini stratificate cu ajutorul fotografiilor originale și opere de artă, combinate cu ornamentare generate de utilizatori, denumite în continuare „timbre”. 

## Istorie
Blingee a fost fondată ca parte a unei rețele de site-uri Bauer Teen Network și a fost comercializată către tinerii care doresc să adauge imagini personalizate în paginile Myspace. Totuși, site-ul era diferit de alți editori GIF pe bază de web, permițând utilizatorilor să își realizeze propriile profiluri și alte funcționalități similare rețelelor sociale. Utilizatorii ar putea, de asemenea, să noteze compozițiile de fotografii ale altora (denumite „Blingees”) și să încarce noi opere de artă pentru a le folosi ca timbre. Blingee a fost închis pe 14 august 2015, dar s-a redeschis pe 19 august 2015, cu lucruri premium; va fi gratis pentru utilizatori.